# Bulnes (comuna)
Bulnes es una comuna ubicada en la provincia de Diguillín, perteneciente a la Región de Ñuble, en la zona central de Chile. Su capital, al igual que de la provincia, es la ciudad de Bulnes. Se ubica a 25 km de Chillán, capital regional. Limita al norte con la comuna de Chillán Viejo, al sur con la comuna de Pemuco, al este con San Ignacio y al oeste con Quillón.

## Historia
La comuna de Bulnes se originó en 1788 como un caserío y una capilla a orillas del río Larqui, que en un principio se llamó Villa Santa Cruz del Larqui. En 1839, obtuvo el título de villa y cambió su nombre a Villa de la Santa Cruz de Bulnes, en honor al general Manuel Bulnes Prieto, que lideró las tropas chilenas contra la Confederación Perú-Boliviana.
El 23 de noviembre de 1849, un decreto gubernamental ordenó la división del Departamento de Chillán en 19 subdelegaciones. La Villa de Bulnes, como 9ª subdelegación, comprendía 4 distritos, siendo que sus límites eran:
- Norte: Río Larqui y camino público a Laja.
- Oriente: Estero Agua Buena.
- Sur-este: Río Palpal.
- Poniente: Río Itata.

En 1870, Manuel Palacios, un destacado agricultor, propuso la creación de una nueva subdelegación uniendo partes de los distritos 3º de San Javier y 4º de Bulnes. Esta nueva subdelegación llevaría el nombre de Santa Clara, propuesta que fue aprobada por el gobierno.
En 1872, el parlamentario Aníbal Pinto presentó al Congreso Nacional un proyecto de ley que proponía dividir el Departamento de Chillán y crear los Departamentos de Bulnes y Yungay. Sin embargo, el proyecto no contó con el apoyo del Congreso y no fue aprobado.
Después de más de 10 años desde el proyecto fallido de Anibal Pinto, el 14 de enero de 1884 se promulga una ley que fue publicada en el Diario Oficial dispuso la división del Departamento de Chillán en tres nuevos departamentos: Chillán, Bulnes y Yungay. Los límites del Departamento de Bulnes quedaron establecidos como:
- Norte: Río Larqui y Estero Gauco.
- Sur: Río Diguillín.
- Oriente: Una línea imaginaria que se extiende de norte a sur, entre el nacimiento del estero Gauco y el Río Diguillín.
- Poniente: Río Itata.

La Villa de Bulnes fue designada como capital del departamento, el cual se subdividió en 7 subdelegaciones: Bulnes, Coltón, San Ignacio, San Miguel, San Javier, Agua Buena y Santa Clara.En 1887, recibió el título de ciudad con el nombre definitivo de Bulnes. En 2017, pasó a formar parte de la nueva región de Ñuble, dentro de la provincia de Diguillín.

## Medio ambiente

### Geomorfología y componentes abióticos

Trazado simplificado de los ecosistemas y cuerpos de agua presentes en la comuna de Bulnes.

La comuna de Bulnes se encuentra emplazada en la unidad geomorfológica de Llano central fluvio-glacio-volcánico; y presenta según la clasificación climática de Köppen clima mediterráneo de lluvia invernal (Csb). Esta además se halla en la cuenca hidrográfica de Río Itata. Además, la comuna posee diversos cuerpos de agua, entre los que se destacan la Laguna Buena Vista y Laguna Santa Elena, y el Río Itata.

### Componentes bióticos
Dentro del territorio de la comuna se pueden hallar los siguientes ecosistemas:
- Bosque esclerófilo mediterráneo interior donde predominan Lithrea caustica y Peumus boldus (En peligro)
- Bosque esclerófilo psamófilo mediterráneo interior donde predominan Quillaja saponaria y Fabiana imbricata (En peligro crítico)

### Fauna
Como centro de gran diversidad local, la laguna Santa Elena figura como hábitat de especies para especies como los cisne de cuello negro, garzas (cuca, grande y chica), huairavo, queltehue, pato jergón grande, tagua, tagua de frente roja, pimpollo, huala, yeco, sietecolores, trile, coipo, pejerrey argentino, carpa, rana chilena y sapito de cuatro ojos.

### Medidas de protección ambiental y conflictos socioambientales
Hasta 2022, la comuna de Bulnes cuenta con un área territorial destinada a la protección ambiental:
- Laguna Santa Elena (Sitios ERB)[17]

Debido a la ola de calor en Chile en 2019, la temperatura máxima histórica de Bulnes fue 43.6 °C, registrada el 2 de febrero de 2019. Se señaló que este incremento tuvo como una directa relación al cambio climático.

## Demografía
La comuna de Bulnes abarca una superficie de 425,4 km² y una población de 21 493 habitantes según el censo de 2017 y una densidad de 50,52 hab/km². De estos 10 382 eran hombres y 11 111 mujeres.

### Localidades
Localidades con sus respectivos habitantes correspondientes al Censo de 2002:
| Localidad            | Habitantes |
| -------------------- | ---------- |
| Bulnes               | 10 681     |
| Santa Clara          | 1833       |
| Tres Esquinas        | 720        |
| Cantarrana           | 459        |
| El Caracol           | 339        |
| El Espinal           | 262        |
| Libuy                | 184        |
| San José del Coltón  | 153        |
| Las Nieves           | 146        |
| Las Carmelitas       | 145        |
| Larqui               | 133        |
| Las Esquinas         | 128        |
| El Nogal             | 121        |
| El Retamo            | 119        |
| El Cóndor            | 116        |
| Los Marcos           | 116        |
| El Progreso          | 114        |
| Santa Luisa          | 109        |
| Las Piedras          | 96         |
| Los Aromos           | 83         |
| Rancho Lindo         | 73         |
| El Faro              | 60         |
| Las Torres           | 59         |
| Bulnes Chico         | 55         |
| Las Raíces           | 54         |
| Los Álamos           | 48         |
| Camino Santa Rosa    | 31         |
| Las Viñas            | 29         |
| El Peumo Chico       | 24         |
| Camino a la Cruz     | 20         |
| Los Ciruelos         | 19         |
| Terreno Municipal    | 18         |
| Variante San Ignacio | 14         |
| San José             | 7          |

La capital comunal es Bulnes.

## Administración
La máxima autoridad de la comuna es el alcalde Guillermo Yeber Rodríguez (Independiente), quien en su labor está secundado por el Concejo Municipal compuesto por:
- Gonzalo Bustamante Troncoso
- Reinaldo Castro Montecino
- Mireya Lorca Morales
- Nelson Campos Gutiérrez
- Ricardo Pávez Pinilla
- Lorena Troncoso Correa

La comuna integra la Circunscripción Senatorial N° 12, siendo representada en el Senado por Alejandro Navarro Brain (MAS) y Jacqueline van Rysselberghe (UDI); y el Distrito 19, siendo representada en la Cámara de Diputados por Loreto Carvajal (PPD), Jorge Sabag (PDC), Carlos Abel Jarpa (Ind), Gustavo Sanhueza (UDI) y por Frank Sauerbaum (RN).

## Economía
En 2018, la cantidad de empresas registradas en Bulnes ante el Servicio de Impuestos Internos fue de 331. El Índice de Complejidad Económica (ECI) en el mismo año fue de -0,52, mientras que las actividades económicas con mayor índice de Ventaja Comparativa Revelada (RCA) fueron Cría de Porcinos (128,45), Elaboración de Leche, Mantequilla, Productos Lácteos y Derivados (76,63) y Comercio al por Menor de Armerías, Artículos de Caza y Pesca (53,49).

## Personas destacadas
- Héctor Duvauchelle (1932-1983): actor de cine.
- Fernando González Urízar (1922-2003): reconocido poeta chileno.

## Medios de comunicación

### Radioemisoras
FM
- 90.1 MHz - Radio Interactiva
- 93.5 MHz - Radio Camelia
- 107.3 MHz - Radio Ambiental